# Rasheeda
Rasheeda Buckner-Frost conocida como Rasheeda es un rapera, diseñadora de moda, personalidad televisiva y mujer de negocios procedente de Illinois. Durante toda su carrera musical ha lanzado un total de 6 LP (dos de ellos de forma independiente). Actualmente está volcada en su línea de productora de belleza llamada; "I'm Bossy"

## Biografía

### Comienzos
Rasheeda formó un grupo de rap en el instituto junto con dos amigas llamado Da Kaperz. En el año 2000 abandoó al grupo para seguir su carrera en solitario. Al año siguiente firmó un contrato con D-Lo Entertainment.

### Carrera musical
En 2001 y 2002 lanzó al mercado un par de álbumes que obtuvieron modestos resultados en el mercado. El primero tenía por nombre Dirty South y el segundo A Ghetto Dream. Los álbumes contaban con colaboraciones de gente como Pastor Troy, Nelly, Lil' Jon o Petey Pablo. Pese a los modestos resultados estos lanzamientos consiguieron situar a Rasheeda en la escena musical del Rap Southern. En esa época colaboró en proyectos de Ciara y Nivea. Con el tiempo el sencillo "Do It"m (sacado de Dirty South) ganó popularidad en el sur de Estados Unidos.
En 2006 y 2007 lanzó otro par de álbumes titulados GA Peach y Dat Type of Gurl. Obtuvieron también resultados modestos. Sin embargo Dat Type of Gurl contenía el que sería al single más exitoso de la cantante; "Got That Good (My Bubble Gum)". Este tema sonó repetidamente en bares y discotecas te todo el sur durante esos años.
En 2009 lanzó al mercado el único de sus álbumes que llegó a la lista Billboard Certified Hot Chick. Llegó a la posición 89#, contra todo pronóstico. Solo el sencillo "Boss Chick" salió del álbum. A partir de ese año Rasheeda empezó a sacar Mixtapes anuales. Su primer álbum recopilatorio salió a la luz a principios de 2011.
Rasheeda creó entonces su línea de cosméticos y productos de belleza conocidos como "I'm Bossy".
Su último álbum hasta la fecha salió al mercado en 2012 y llevó como título Boss Chick Music. El álbum cuenta con colaboraciones de gente como Kandi, Jazze Pha o Slim. Cuatro singles fueron lanzados para promocionar el álbum. En esa época ella y su marido, Kirk, apareciorn en el reality show Love & Hip Hop: Atlanta, de la cadena televisiva VH1.

## Vida personal
Rasheeda está casada con hombre llamado Kirk Frost. La pareja tiene dos hijos Ky (2001) y Karter (31 de agosto del 2013).

## Discografía

### álbumes de estudio
| Título              | Detalles del álbum                                                                            | Posición | Posición | Posición | Posición |
| Título              | Detalles del álbum                                                                            | US       | US R&B   | US Rap   |          |
| ------------------- | --------------------------------------------------------------------------------------------- | -------- | -------- | -------- | -------- |
| Dirty South         | - Lanzado: 27 de marzo del 2001 - Productora: D-Lo, Motown - Formato: CD, descarga digital    | —        | 77       | —        |          |
| GA Peach            | - Lanzado: 25 de abril del 2006 - Productora: D-Lo, Big Cat - Formato: CD, descarga digital   | —        | 81       | —        |          |
| Dat Type of Gurl    | - lanzado: 19 de junio del 2007 - Productora: D-Lo, Imperial - Formato: CD, descarga digital  | —        | 80       | —        |          |
| Certified Hot Chick | - Lanzado: 18 de agosto del 2009 - Productora: D-Lo, Imperial - Formato: CD, descarga digital | 89       | —        | —        |          |

### Álbumes independientes
| Título           | Detalles del álbum                                                                               |
| ---------------- | ------------------------------------------------------------------------------------------------ |
| A Ghetto Dream   | - lanzado: 19 de marzo del 2002 - Productora: D-Lo Entertainment - Formato: CD, descarga digital |
| Boss Chick Music | - lanzado: 18 de junio del 2012 - productora: D-Lo Entertainment - Formato: Descarga digital     |

### EP
| Año  | Título |
| ---- | --- |
| 2008 | Certified Hot Chick EP - Lanzado: 18 de noviembre del 2008 - Productora: D-Lo Entertainment - Formato: Descarga digital |

### Recopilatorios
| Año  | Título |
| ---- | --- |
| 2011 | The Best of Rasheeda - Lanzado: 14 de enero del 2011 - Productora: D-Lo Entertainment - Formato: Descarga digital |

### Mixtapes
| Título                  | Detalles                             |
| ----------------------- | ------------------------------------ |
| Certified               | - Lanzado: 28 de julio del 2009      |
| Terrestrial B%$C#       | - Lanzado: 2009                      |
| Ground Breaker          | - Lanzado: 2009                      |
| Boss Bitch Music        | - Lanzado: 17 de marzo del 2010      |
| Boss Bitch Music Vol. 2 | - Lanzado: 27 de septiembre del 2011 |
| Boss Bitch Music Vol. 3 | - Lanzado: 14 de abril del 2011      |
| Boss Bitch Music Vol. 4 | - Lanzado: 31 de enero del 2012      |

## Sencillos

### Propios
| Año  | título                                              | Posición | Álbum               |
| Año  | título                                              | US R&B   | Álbum               |
| ---- | --------------------------------------------------- | -------- | ------------------- |
| 2000 | "Do It" (featuring Pastor Troy, Quebo Gold & Re Re) | 83       | Dirty South         |
| 2001 | "Get It On" (featuring Slim)                        | —        | Dirty South         |
| 2001 | "Off da Chain" (featuring Jazze Pha)                | —        | Dirty South         |
| 2006 | "Georgia Peach"                                     | 89       | GA Peach            |
| 2006 | "Touch Ya Toes"                                     | —        | GA Peach            |
| 2006 | "Got That Good (My Bubble Gum)"                     | 53       | GA Peach            |
| 2009 | "Boss Chick"                                        | 125      | Certified Hot Chick |
| 2012 | "Marry Me"                                          | 68       | Boss Chick Music    |
| 2012 | "Let It Go"                                         | —        | Boss Chick Music    |
| 2012 | "Don't Let Him Get Away" (featuring Cherish)        | —        | Boss Chick Music    |
| 2013 | "Legs To The Moon" (featuring Kandi)                | —        | Boss Chick Music    |

### Como colaboradora
| Año  | Título                                                                     | Posición | Posición   | Álbum                                |
| Año  | Título                                                                     | US       | US Hip-Hop | Álbum                                |
| ---- | -------------------------------------------------------------------------- | -------- | ---------- | ------------------------------------ |
| 2004 | "Vibrate" (Petey Pablo featuring Rasheeda)                                 | —        | 86         | Still Writing in My Diary: 2nd Entry |
| 2004 | "You Like It Like That" (Nivea featuring Rasheeda)                         | —        | 86         | Single                               |
| 2007 | "Like This" (Mims featuring Rasheeda)                                      | 32       | 54         | Music Is My Savior                   |
| 2010 | "Independent Bitches (Remix)" (Candi Redd featurint Rasheeda & Kandi Girl) | —        | —          | Code Redd                            |